# Асоціація молекул
Асоціація молекул — сполучення кількох однакових молекул в групу.

## Природа асоціації та її наслідки
Зумовлюється залишковими міжмолекулярними силами, які діють між молекулами з непарним числом електронів (NO, NO2, SO3 та ін.) або в складі яких є група OH (вода, спирти, кислоти жирного ряду), NH, FH та ін. Асоціація молекул спричинює ряд аномалій фізичних властивостей і зокрема зміну агрегатного стану речовин.
Гетероасоціація — асоціація між основою та кон'юґованою кислотою ін.ої основи через водневий зв'язок: B`…HB+.

## Ступінь асоціації
- 1. Відношення числа молекулярних частинок, що асоціювались, до загальної кількості молекулярних частинок.
- 2. У колоїдній хімії — число йонів поверхневоактивної речовини в міцелі. Не стосується розташування протийонів.